# Reidemeister
Reidemeister (auch: Reitmeister oder Reidtmeister, Raitmeister im Siegerland, Radmeister in der Steiermark) ist die Bezeichnung für einen historischen Beruf, der in vorindustrieller Zeit sowohl metallgewerbliche Hersteller und Eisenaufbereiter als auch Leiter eines mittelständischen Reitwerks umfasst.

## Herkunft und Verbreitung
Die etymologische Herkunft des Begriffs ist je nach Region mehrdeutig. Das Wort „Reide“, „Reidt“ oder „Rait“ (im Siegerland gebräuchlich) stammt aus dem Mittelhochdeutschen und bedeutet so viel wie „bereiten“, „aufbereiten“, „zubereiten“, aber auch „rechnen“, „berechnen“, „abrechnen“. In der Bergmannssprache wird das Wort „raiten“ oder „Raitung“ verwendet für „Rechnung“ oder „Rechenschaft (über den Grubenhaushalt) ablegen“.
Benutzt wurde die Berufsbezeichnung in einigen speziellen Regionen, in denen die metallherstellenden oder -verarbeitenden Kleinbetriebe eine wirtschaftlich bedeutende Rolle spielten. Dazu zählten vor allem die Eifel, das Siegerland, das Bergische Land, das Märkische Sauerland und der Harz, aber auch Namur in Belgien und die Eisenerzer Alpen in der Steiermark in Österreich.

## Wirtschaftliche und rechtliche Strukturen
Ein Reidemeister war zunächst ein Kleinunternehmer, der auf eigenem, hauptsächlich landwirtschaftlich genutztem Boden ein kleines Hütten- oder Hammerwerk oder eine Schmiede betrieb. Auf dem Höhepunkt ihrer Bedeutung waren diese Leute eine zentrale Gruppe für die Herstellung und den Vertrieb metallgewerblicher Produkte. Sie kauften das dafür notwendige Rohmaterial wie Roheisen (Erz), Holzkohle und Kohle und vertrieben anschließend ihre Erzeugnisse. Die Reidemeister verfügten über eigene Produktionsstätten, die sie entweder allein besaßen oder als Pächter oder Teilpächter bewirtschafteten. Darüber hinaus entwickelten sie sich im Laufe der Jahrzehnte zu Kaufleuten und ließen Halbzeug in Form des Verlagssystems von anderen Produzenten herstellen, das die Reidemeister anfangs selbst noch zu Fertigwaren weiterverarbeitet hatten. Die hochwertigen Erzeugnisse vor allem aus dem Sauerland und der Eifel wurden bald über die Grenzen hinaus bekannt.
Um das wirtschaftliche Risiko zu verkleinern, waren die frühen Reidemeister oftmals auch Bauern und verschafften sich durch landwirtschaftlichen Grundbesitz und daraus resultierende Agrarprodukte ein zweites Standbein. In wirtschaftlich schwierigen Zeiten konnten die Reidemeister darauf zurückgreifen, wogegen sie den Gewinn häufig in Grundbesitz anlegten.

## Regionale Besonderheiten (Auswahl)

### Eifel
Mit der Entwicklung von Reitwerken im 14. Jahrhundert kam auch der Beruf des Reitmeisters in der Eifel auf. Noch vor der Ankunft der messingverarbeitenden Kupfermeister in der damaligen Herrlichkeit Stolberg bei Aachen waren die Reitmeister am Oberlauf des Vichtbaches in Vicht, Zweifall und Mulartshütte sowie in Schevenhütte am Wehebach tätig. Wie die Kupfermeister erhielt dieses Gewerbe maßgebliche Impulse durch die aus dem katholischen Aachen im Verlauf der Aachener Religionsunruhen mit der Reichsacht belegten und von dort ausgewiesenen protestantischen Familien, darunter im Besonderen die Familie Hoesch, die über mehrere Jahrhunderte die führende Reitmeisterfamilie im Vichttal war.
Üblicherweise hielten mehrere Reitmeister Besitzanteile an einem Reitwerk, d. h., sie bildeten eine Gewerkschaft. Diese Besitzanteile nannte man „Tage“, da sie ursprünglich das Recht zur Nutzung des Reitwerks an bestimmten Tagen innerhalb eines Zyklus von 24 Tagen bedeuteten. Diese gemeinschaftliche Wirtschaftsform brachte eine breite Streuung des bescheidenen Wohlstands mit sich.
Anfangs überwachten und organisierten die Reitmeister selbst die Produktion, doch mit steigendem Wohlstand stellten sie für diese Aufgabe Hüttenmeister ein und verlegten sich auf die kaufmännische und technische Verwaltung. Außerdem hielten sie Kontakt zu den Absatzmärkten und insbesondere zur Obrigkeit.
Die gestiegenen Holzkohlepreise ab ungefähr 1700 zwangen in der Folge viele Reitmeister zur Aufgabe oder zu Zusammenlegungen oder zu Verlagerungen ihres Gewerbes in andere Regionen der Eifel vor allem in das Olef- und das Urfttal mit Schwerpunkt in den Orten Hellenthal, Gemünd und Schleiden. Bekannte Eisenfabrikanten jener Jahre stellten die Familien Axmacher, Cramer, Schoeller, Peuchen, Poensgen und Virmont. Erst im Verlaufe des 19. Jahrhunderts wurde das Eisengewerbe aufgegeben und der Beruf des Reitmeister erlosch.
Heute zeugen noch erhaltene Reitwerke und Flurnamen in den Eifelregionen vom Wirken der Reitmeister und ihrer Reitwerke.

### Märkisches Sauerland

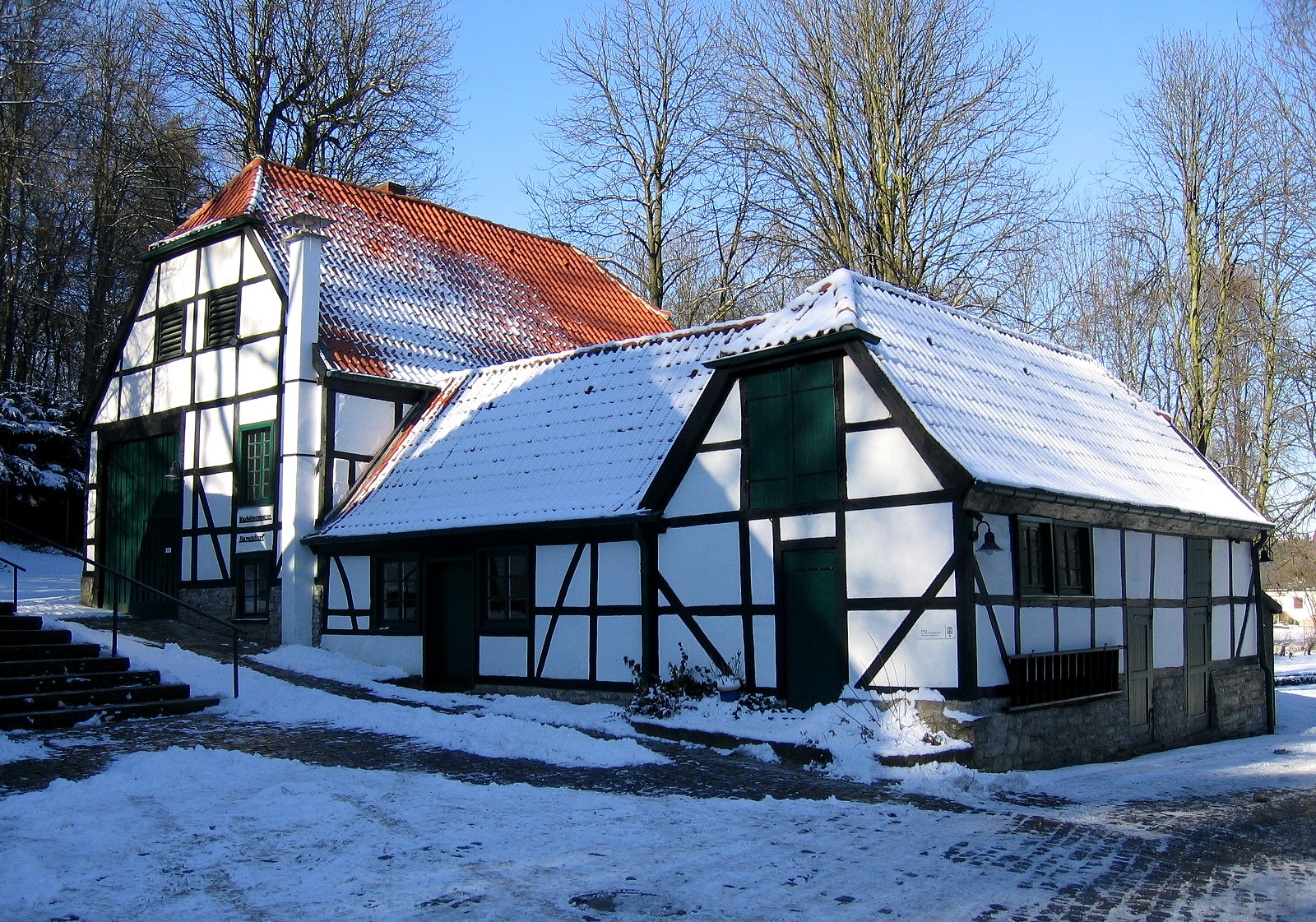
Historische Nadelschmiede um 1850 in Iserlohn

Die Reidemeister des vorindustriellen Berg- und Hüttenwesens sowie in den metallverarbeitenden  Gewerben  in der  Grafschaft  Mark  waren sowohl Kaufleute als auch Verleger von Eisenwerken, die sie entweder als Eigentümer, Allein- oder Teilpächter besaßen. Die  märkischen Reidemeister  besaßen  somit  eine  Scharnierfunktion  zwischen  Produktion  und  Handel, deren eigentliche Geburtsstunde  im 14. Jahrhundert durch den Wandel in der Absatzlogistik im Sauerland des 14. Jahrhunderts anzunehmen ist. Im Sauerland entstand damit eine privilegierte Schmiedezunft, die sich aus Reidemeistern (Kaufleuten) und den Schmieden zusammensetzte. Neben den Schwerpunkten in Olpe und Brilon gab es verschiedene verstreute Werke und einige kleinere Niederlassungen, beispielsweise im Raum Sundern und Schmallenberg.
Unter den Reidemeistern gab es erhebliche Betätigungsvarianten, denn es gab solche wie die Familie Harkort, die als Kaufleute ein weitgespanntes Fernhandelsnetz kontrollierten, und andere, die noch selbst handwerklich am Herstellungsprozess beteiligt waren. Letztere wurden zudem nach ihren Erzeugnissen in „Osemund“-, „Grobdraht“- und „Drahtreidemeister“ unterschieden, wobei  die Osemund-Reidemeister vorwiegend im Volme-Tal anzutreffen waren. Die Übergänge zwischen den zuvor beschriebenen Funktionen waren fließend, da Auf- und Umstiege möglich waren. Besonders durch die zunehmende Konkurrenz neuer Produktionsformen verstärkten sich ab 1800 die wirtschaftlichen Unterschiede unter den Reidemeistern.
Die Kombination Kaufmann und Handwerksmeister zeigt sich beispielsweise bei den märkischen Osemund-Reidemeistern, die ihr Roheisen traditionell im Siegerland kauften und dessen Weiterverarbeitung zu Osemund-Knüppeln in ihren Hammerwerken und Schmieden erfolgte. Ebenso  kauften sie bereits vorgefertigtes Halbzeug, dessen Endprodukte schließlich in ihren Betrieben fertiggestellt und an die regionale Industrie oder an auswärtige Abnehmer weitervertrieben wurden.
Die märkischen Reidemeister waren in zunftähnlichen Verbindungen organisiert. Rechtlich war dabei das sogenannte „Reidungsrecht“ von Bedeutung, das die Beschäftigung anderer an der Herstellung beteiligter Arbeitskräfte gegen Lohn regelte. Dieses war in der Regel auf einen bestimmten Produktionszweig beschränkt und wurde etwa vom städtischen Magistrat, wie beispielsweise in Altena, und später insbesondere im 18. Jahrhundert von den Korporationen der preußischen Regierung erteilt. Teilweise war das Recht aber auch an bestimmte Produktionsstätten gebunden. Durch den Erwerb eines Hammers oder Hammerteils konnte man so in der Regel auch das daran haftende Reidungsrecht erwerben und der Besitzer zum „Prinzipal-Reidemeister“ ernannt werden. Eine derartige Regelung war zum Beispiel in der Gildeordnung der Lüdenscheider Drahtreidemeister von 1694 festgeschrieben.  Andererseits konnte beispielsweise bei  den  Eisendrahtreidemeistern  in  Altena, Dahle und Evingsen das Reidungsrecht als ein persönliches Recht an eine Person gebunden und damit erblich sein. Sobald jedoch ein Reidemeister als Lohnarbeiter für einen anderen Produzenten tätig wurde, verlor er das Reidungsrecht.

### Weitere Regionen
Erläuterungen zu den Raitmeistern im Siegerland und den Radmeistern in der Steiermark siehe dort.